# Archäologisches Museum Frankfurt
Das Archäologische Museum Frankfurt (bis 2002 Museum für Vor- und Frühgeschichte) erläutert die Geschichte Frankfurts in archäologisch relevanten Epochen. Darüber hinaus besitzt es eine Ausstellung Vorderer Orient sowie eine Antikensammlung.

## Lage
Das Museum befindet sich im ehemaligen Karmeliterkloster im westlichen Bereich der Frankfurter Altstadt. Der Haupteingang befindet sich an der Ecke Alte Mainzer Gasse/Karmelitergasse. Es ist fußläufig zu erreichen von der U-Bahn-Station Willy-Brandt-Platz, von der gleichnamigen Straßenbahnhaltestelle sowie der Haltestelle Dom/Römer. Die Einrichtung verfügt über einen Fahrstuhl und Behindertentoilette, eine Klingel (zur Benutzung des Aufzuges) befindet sich am Mitarbeitereingang in der Karmelitergasse 1.

## Geschichte

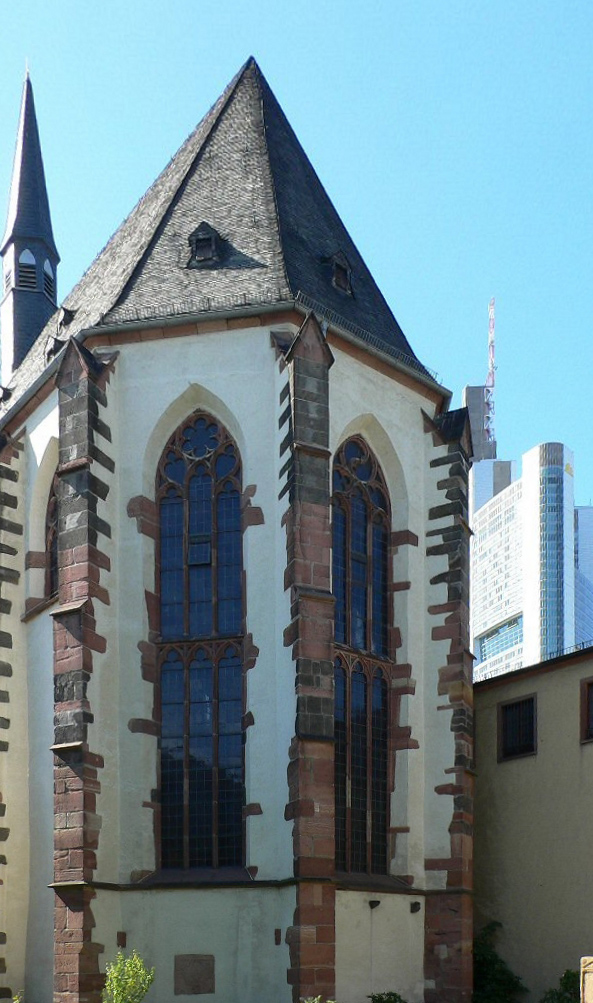
Chor der Karmeliterkirche (2005)

Das Museum ging als selbstständiges Institut aus der Archäologischen Abteilung des Historischen Museums hervor und wurde am 22. Juni 1937 gegründet. Es erhielt zunächst den für den Zeitgeist kennzeichnenden Namen „Museum für heimische Vor- und Frühgeschichte“. Nach fünf Jahren im Dominikanerkloster musste das Museum am 22. Juni 1942 aufgrund des Zweiten Weltkriegs schließen. Ein Teil der Bestände wurde ausgelagert, ein anderer Teil fiel zusammen mit der Bibliothek 1944 den Luftangriffen zum Opfer.
Nach Kriegsende wurde das Museum mit der Pensionierung des ersten Leiters Karl Woelcke zunächst wieder mit dem Historischen Museum vereinigt, 1952 aber unter anderem auf Initiative des Direktors des Historischen Museums Heinrich Bingemer als selbstständiges Institut weitergeführt. 1953 fand das Museum ein neues Domizil im Holzhausenschlösschen. Der neue Direktor Ulrich Fischer eröffnete am 30. Oktober 1954 die Ausstellung zur Archäologie Frankfurts im dortigen Erdgeschoss und Treppenhaus.
Diese Ausstellung wurde 1976 durch eine Dauerausstellung zur Römerstadt Nida-Heddernheim im Deutschordenshaus sowie 1977 durch eine Ausstellung zur Altstadtgrabung – zusammen mit dem Historischen Museum – in den Räumen des Historischen Museums ergänzt. Die vielen Bauvorhaben  im Rhein-Main-Gebiet in dieser Zeit und die Grabungstätigkeit des Museums führten dazu, dass die Räumlichkeiten des Holzhausenschlösschens nicht mehr ausreichten.

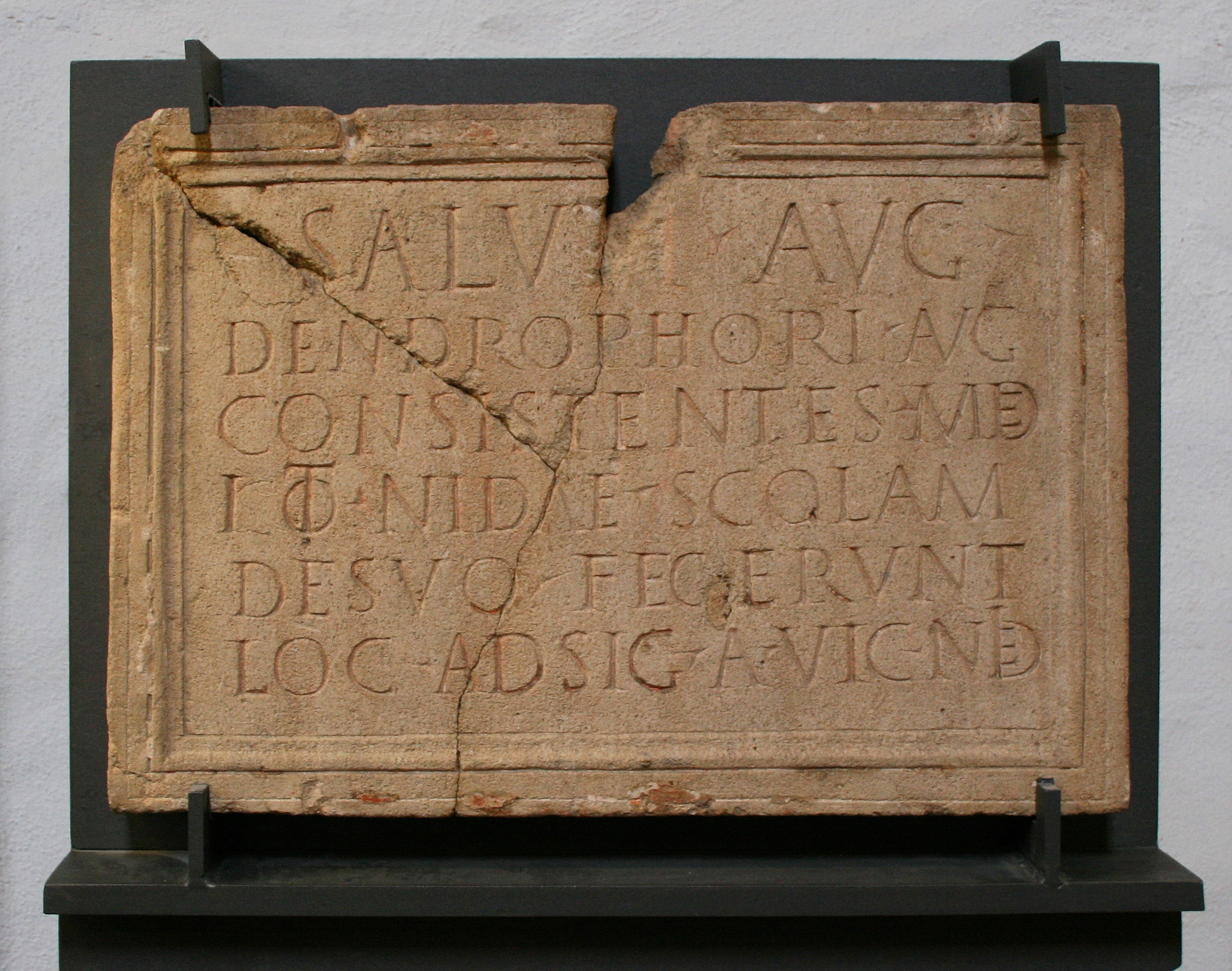
Dendrophoreninschrift aus einem Keller der Römerstadt Nida-Heddernheim im Archäologischen Museum

Unter Fischers Nachfolger Walter Meier-Arendt wurde 1984 bis 1988 ein Neubau am Karmeliterkloster gebaut, der sich südlich an das historische Ensemble anschließt. Er wurde von dem Architekten Josef Paul Kleihues geplant. Mit Ausnahme der Ausstellung zur Altstadtgrabung, die sich weiterhin im Historischen Museum befindet, und der vom Museum betreuten Freilichtanlagen sind damit wieder alle Sammlungen an einem Ort vereint.
Direktoren
- 1954–1980: Ulrich Fischer
- 1980–2001: Walter Meier-Arendt
- 2002–2017: Egon Wamers
- seit dem 1. Januar 2018: Wolfgang David[1]

## Sammlung

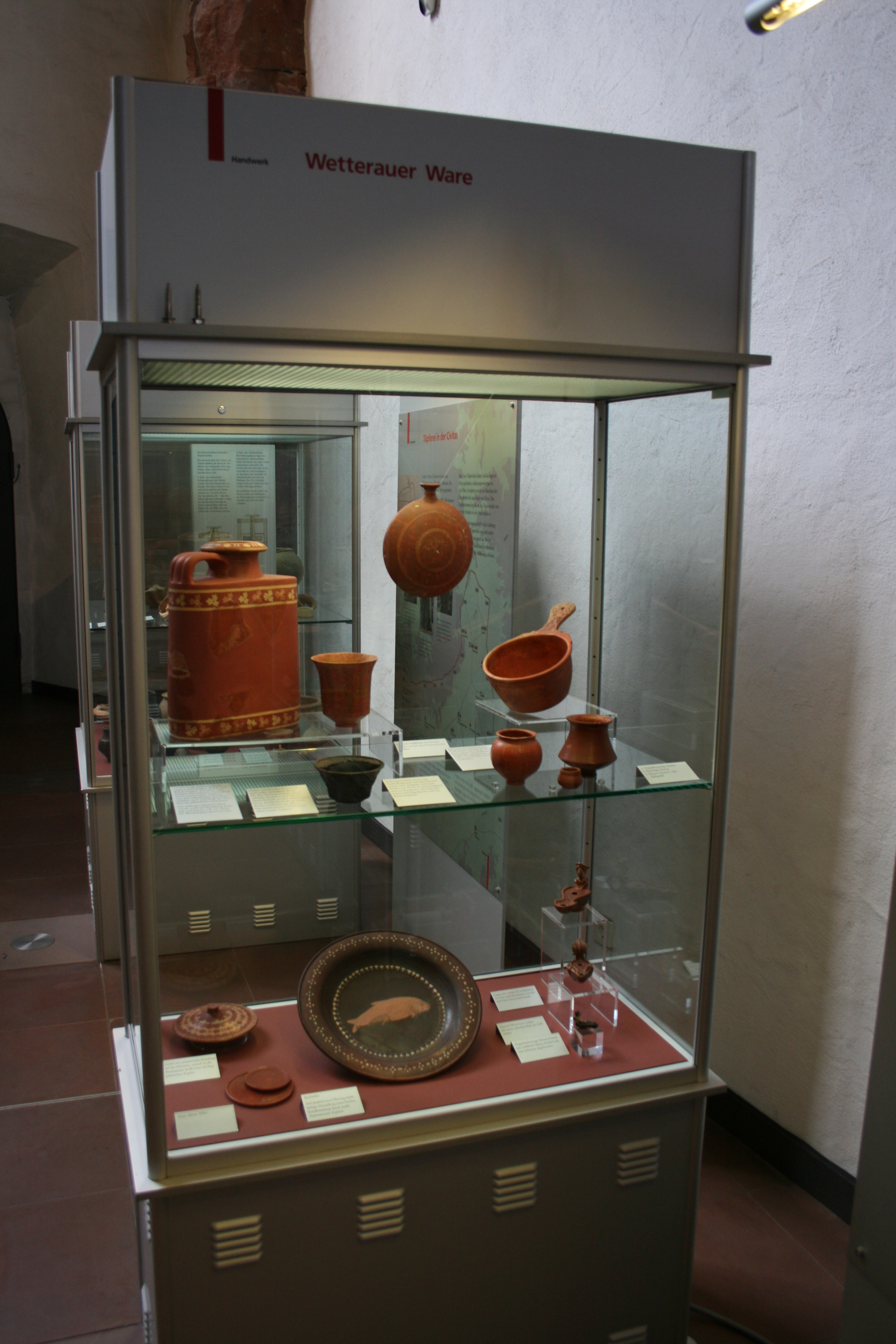
Wetterauer Ware, eine Terra-Sigillata-Imitation aus dem Rhein-Main-Gebiet.

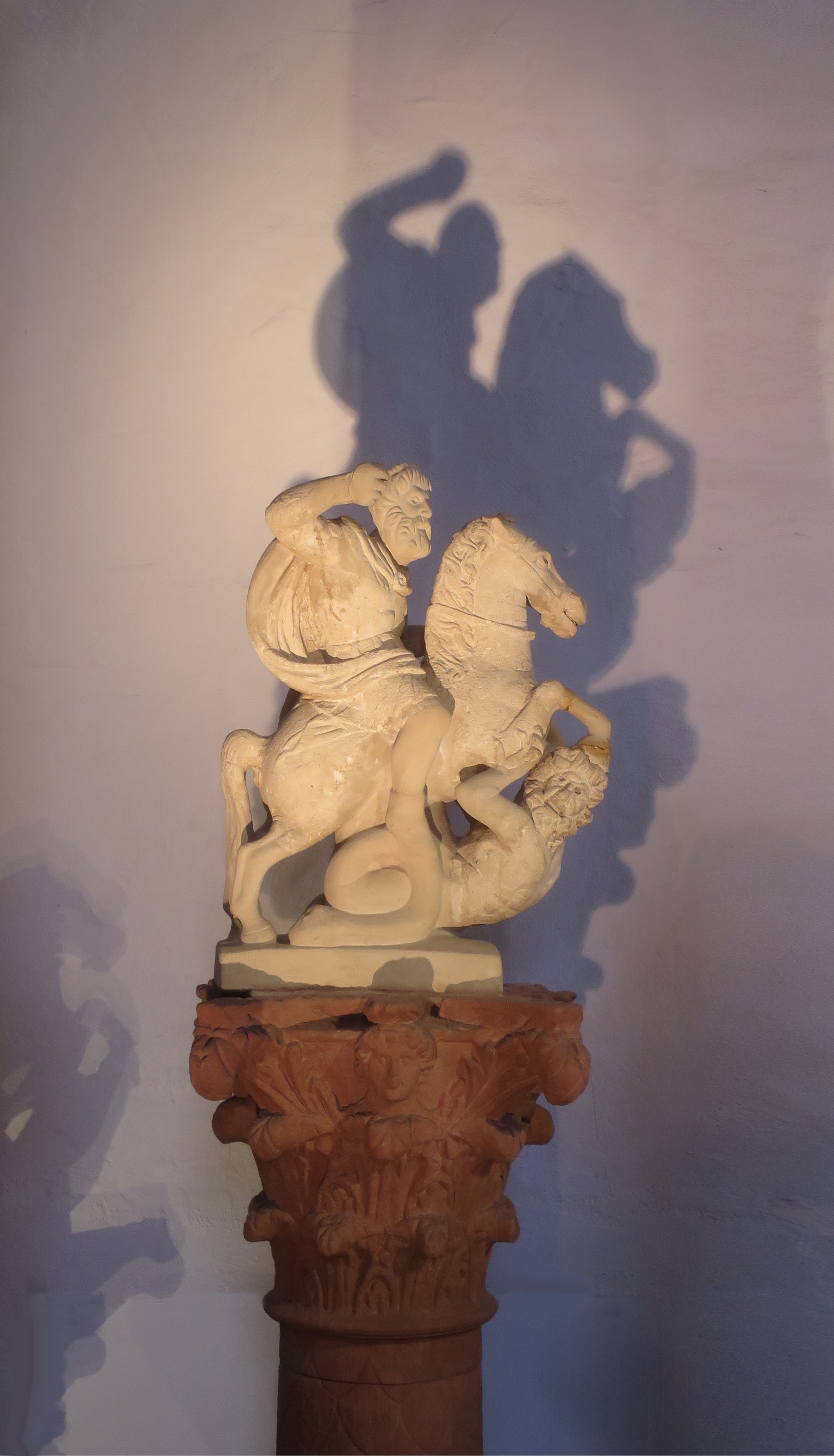
Jupiterskulptur einer Gigantensäule

Das Archäologische Museum umfasst heute Sammlungen zu folgenden Themen:
- Im Querschiff der Karmeliterkirche werden vorgeschichtliche Funde aus Frankfurt und Umgebung präsentiert. Die Exponate umfassen den Zeitraum von der Altsteinzeit bis zur frühen Eisenzeit. Eine interaktive Präsentation zur Evolution des Menschen rundet den Blick auf die Vorgeschichte ab. Sie kann vor Ort durch die Dauerausstellung zum selben Thema im Senckenberg Museum weiter vertieft werden.
- Der Neubau beherbergt eine Ausstellung Vorderer Orient mit altiranischen Funden.
- In der Antikensammlung (ebenfalls im Neubau) finden sich Kleinkunst und Gebrauchsgegenstände aus der klassischen Antike von der mykenischen Zeit (14. bis 12. Jahrhundert v. Chr.) bis zur Frühzeit der römischen Republik (5. Jahrhundert v. Chr.).
- Im Langhaus der Karmeliterkirche wird die römische Geschichte Frankfurts, insbesondere die Römerstadt Nida, dargestellt. Darunter befinden sich zahlreiche Steindenkmäler wie Jupitergigantensäulen, Weihesteine sowie das Malergrab, ein Grabinventar aus dem Gräberfeld an der Okarbener Straße. Es enthielt neben anderer Gebrauchskeramik 29 Farbtöpfe. Seit 2024 ist hier auch die Frankfurter Silberinschrift ausgestellt. Die römische Epoche dauerte im Frankfurter Raum von 83 n. Chr. bis 260 n. Chr.
- Das frühe Mittelalter bis zur Karolingerzeit ist Thema der Ausstellung in der Annenkapelle.

Im Hauptteil des Querschiffs finden wechselnde Sonderausstellungen statt.
Weiterhin betreut das Museum Außenanlagen, ein Schutzhaus mit römischen Töpferöfen in Heddernheim, den Archäologischen Garten vor dem Dom sowie die Dokumentation zu fünf Kellergrundrissen aus dem 18. Jahrhundert des Frankfurter Judenviertels am Börneplatz (heute im Museum Judengasse).

## Sonderausstellungen
- 2010: Die Gründer von Frankfurt-Harheim. Eine Vorschau auf die neuen frühmittelalterlichen Grabfunde der Frankfurter Bodendenkmalpflege (in Zusammenarbeit mit dem Denkmalamt der Stadt Frankfurt), 26. Juni bis 29. August 2010.
- 2010/2011: Fürsten, Feste, Rituale. Bilderwelten zwischen Kelten und Etruskern. 30. Oktober 2010 bis 20. März 2011.
- 2011: Sagazeit. Geschichten und Funde aus dem Alten Island. 1. Oktober bis 30. November 2011.
- 2012/2013: Königinnen der Merowingerzeit. 10. November 2012 bis 24. Februar 2013.
- 2014/2015: Gladiatoren – Tod und Triumph im Colosseum.
- 2015/2016: Bärenkult und Schamanenzauber. Rituale früher Jäger.
- 2017: Odin, Thor und Freyja. Skandinavische Kultplätze des 1. Jahrtausends n. Chr. und das Frankenreich.
- 2017: Steinzeitkinder. Kleine Jäger und Sammler (in Kooperation mit der Universität Erlangen).
- 2017/2018: Götter der Etrusker. Zwischen Himmel und Unterwelt.
- 2018/2019: Gold & Wein. Georgiens älteste Schätze
- 2019: Biatec Nonnos. Kelten an der mittleren Donau
- 2019/2020: Qanga. Die Geschichte Grönlands als Graphic Novel
- 2021: Menschsein. Die Anfänge unserer Kultur, in Kooperation mit der Forschungsstelle „The Role of Culture in Early Expansions of Humans“ der Heidelberger Akademie der Wissenschaften am Senckenberg Forschungsinstitut Frankfurt/Universität Tübingen sowie Studierenden der Goethe-Universität Frankfurt
- 2022: Kelten in Hessen?
- 2022/2023: Mithras. Annäherungen an einen römischen Kult
- 2024/2025: Die dunkle Seite Roms. Das Massengrab von Scupi

## Veröffentlichungen des Museums (Auswahl)
- Bildheftchen des Frankfurter Museum für Vor- und Frühgeschichte
  - 5: Kurt Deppert: Frühe griechische Vasen in Frankfurt am Main. Museum für Vor- und Frühgeschichte, Frankfurt am Main 1966.
  - 6: Kurt Deppert: Die attische Vasen des 6. und 5. Jahrhunderts in Frankfurt am Main. Museum für Vor- und Frühgeschichte, Frankfurt am Main 1970.
  - 8: Kurt Deppert: Römisches Bronzegeschirr im Museum für Vor- und Frühgeschichte zu Frankfurt am Main. Museum für Vor- und Frühgeschichte, Frankfurt am Main 1977.
  - 9: Ingeborg Huld-Zetsche: Römische rotbemalte Ware der Wetterau im Frankfurter Museum für Vor- und Frühgeschichte. Museum für Vor- und Frühgeschichte, Frankfurt 1978.
- Archäologische Reihe. Hrsg. im Auftrag des Dezernats Kultur und Freizeit der Stadt Frankfurt am Main, Band 1–22.
  - 12: Ingeborg Huld-Zetsche: Die Dauerausstellung. Einführung in die Abteilungen. Museum für Vor- und Frühgeschichte, Frankfurt 1989, ISBN 3-88270-313-X.
- Schriften des Archäologischen Museums Frankfurt, Band 1, 1962ff. (bis 2002 Schriften des Frankfurter Museums für Vor- und Frühgeschichte).
  - Band 29: Dagmar Stutzinger: Zum Wohle der Stadt? Erwerbungen 1933–1945. Systematische Provenienzforschung am Archäologischen Museum Frankfurt. Schnell + Steiner, Regensburg 2018, ISBN 978-3-7954-3344-4.
- Bilder und Texte zur Dauerausstellung.